# Город воинской славы
Го́род во́инской сла́вы — почётное звание Российской Федерации, присваиваемое городам Российской Федерации «на территории которых или в непосредственной близости от которых в ходе ожесточенных сражений защитники Отечества проявили мужество, стойкость и массовый героизм», в том числе и городам, уже носящим звание «Город-герой». При этом, в отличие от существующего с советских времен звания «Город-герой», звание «Город воинской славы» может быть присвоено не только в связи с событиями, связанными с Великой Отечественной войной.
Установлено федеральным законом, подписанным в 2006 году. Звание присваивается указом президентом России по результатам рассмотрения предложений, направляемых органами власти регионов. Первое присвоение звание произошло в 2007 году.
В городах, которым присвоено звание, устанавливается памятная стела с изображением герба города и текстом указа президента, а также проводятся публичные мероприятия и салюты 23 февраля, 9 мая и в День города. Банком России выпущена серия монет «Города воинской славы».
На 15 ноября 2022 года насчитывалось 47 городов воинской славы, в том числе 3 города Украины, аннексия которых Россией в ходе необъявленной российско-украинской войны в 2014 и 2022 годах не получила международного признания. Данные города выделены в списках бежевым цветом.

## История
Правовые основы для присвоения городам звания «Город воинской славы» были установлены федеральным законом от 9 мая 2006 г. № 68-ФЗ "О почётном звании Российской Федерации «Город воинской славы».
Положение об условиях и порядке присвоения почётного звания Российской Федерации «Город воинской славы» утверждено указом президента Российской Федерации от 1 декабря 2006 года № 1340 (с изменениями, внесёнными Указом от 27 апреля 2007 года № 557). Звание присваивается городам, «на территории которых или в непосредственной близости от которых в ходе ожесточенных сражений защитники Отечества проявили мужество, стойкость и массовый героизм». Предложения о присвоении звания «Город воинской славы» могут вноситься органами местного самоуправления, гражданами Российской Федерации и общественными объединениями, которые должны направляться в органы местного самоуправления, а они, в свою очередь, направляют их в законодательные и исполнительные органы субъектов РФ. Звание присваивается указом президента по результатам рассмотрения предложений органов власти регионов России. Отмечается, что претенденты отбираются не только по историческим основаниям, но и с учётом современных реалий, таких как проведение военно-патриотической работы, отношение к ветеранам, уход за памятниками и захоронениями.
Согласно закону,

…в городе, удостоенном звания «Город воинской славы»:

1) устанавливается стела с изображением герба города и текстом указа Президента Российской Федерации о присвоении городу этого звания;

2) проводятся публичные мероприятия и праздничные салюты 23 февраля (День защитника Отечества), 9 мая (День Победы), а также в День города.
7 мая 2007 года состоялась первая церемония вручения грамот о присвоении почётного звания «Город воинской славы». Грамоты получили главы администраций Белгорода, Курска, Орла.
8 октября 2007 года президент России В. В. Путин издал указы о присвоении почётного звания «Город воинской славы» городам: Владикавказу, Ельне, Ельцу, Малгобеку и Ржеву, и 7 ноября 2007 года в Екатерининском зале Московского Кремля вручил мэрам городов грамоты о присвоении почётного звания.
16 февраля 2008 года президент России В. В. Путин издал указ о присвоении звания «Город воинской славы» городу Воронежу, 5 мая 2008 года — указы о присвоении почётного звания городам: Луга, Полярный, Ростов-на-Дону и Туапсе. Торжественная церемония вручения грамот о присвоении звания состоялась 6 мая 2008 года.
28 октября 2008 года президент России Д. А. Медведев подписал указы о присвоении почётного звания городам: Великие Луки, Великий Новгород и Дмитров. Торжественная церемония вручения грамот о присвоении звания состоялась 8 декабря 2008 года.
27 апреля 2009 года президент России Д. А. Медведев подписал указы о присвоении почётного звания городам: Вязьма, Кронштадт и Наро-Фоминск. Торжественная церемония вручения грамот о присвоении звания состоялась 8 мая 2009 года.
5 декабря 2009 года президент России Д. А. Медведев подписал указы о присвоении почётного звания городам: Псков, Козельск и Архангельск. Торжественная церемония вручения грамот о присвоении звания состоялась 12 января 2010 года.
25 марта 2010 года президент России Д. А. Медведев подписал указы о присвоении почётного звания городам: Волоколамск, Брянск, Выборг, Калач-на-Дону, Нальчик. Торжественная церемония вручения грамот о присвоении звания состоялась 4 мая 2010 года.
4 ноября 2010 года президент России Д. А. Медведев подписал указы о присвоении почётного звания городам: Владивосток, Тихвин, Тверь. Торжественная церемония вручения грамот о присвоении звания состоялась 23 февраля 2011 года.
5 мая 2011 года президент России Д. А. Медведев подписал указы о присвоении почётного звания «Город воинской славы» городам: Анапа, Колпино, Старый Оскол. Торжественная церемония вручения грамот о присвоении звания состоялась 22 июня 2011 года.
3 ноября 2011 года президент России Д. А. Медведев подписал указы о присвоении почётного звания городам: Ковров, Ломоносов, Таганрог, Петропавловск-Камчатский. Торжественная церемония вручения грамот о присвоении звания состоялась 23 февраля 2012 года.
7 мая 2012 года президент России В. В. Путин подписал указы о присвоении почётного звания «Город воинской славы» городам: Малоярославец и Можайск. Церемония вручения грамот о присвоении звания состоялась в Бородине 2 сентября 2012 года в ходе памятных торжеств, посвящённых 200-летию Бородинской битвы.
3 ноября 2012 года президент России В. В. Путин подписал указ о присвоении почётного звания «Город воинской славы» городу Хабаровску. Торжественная церемония вручения грамоты о присвоении звания состоялась 22 февраля 2013 года.
6 апреля 2015 года президент России В. В. Путин подписал указы о присвоении почётного звания «Город воинской славы» городам: Старая Русса, Гатчина, Петрозаводск, Грозный и Феодосия. Торжественная церемония вручения грамот о присвоении звания состоялась 22 июня 2015 года.
15 ноября 2022 года президент России В. В. Путин подписал указы о присвоении почётного звания «Город воинской славы» оккупированным в ходе вторжения России на Украину городам: Мариуполь, Мелитополь.

## Различия между званиями «Город воинской славы» и «Город-герой»
В 1965—1985 годах 12 городам Советского Союза были присвоены звания «Город-герой», а Брестской крепости — звание «Крепость-герой». Основанием для присвоения звания являлись массовый героизм и мужество, проявленные жителями городов в годы Великой Отечественной войны. Городу-герою вручались орден Ленина, медаль «Золотая звезда» и Грамота Президиума Верховного Совета СССР, которые хранились городских органах исполнительной власти, орден Ленина и медаль «Золотая звезда» изображались на знамени города. Также, в городе устанавливался памятный обелиск.
В отличие от звания «Город-герой», звание «Город воинской славы» может присваиваться не только в связи с событиями, произошедшими в период Великой Отечественной войны. В частности, звание «Город воинской славы» присвоено Козельску за продолжавшуюся 7 недель оборону города от войск Батыя в 1238 году. Петропавловск-Камчатский получил это звание, в том числе, за оборону города в 1856 году в ходе Крымской войны.
Звания «Город воинской славы» и «Город-герой» не являются взаимоисключающими, один и тот же город может иметь оба звания одновременно.

## Список городов воинской славы
| №  | Город воинской славы     | Дата указа президента РФ | Номер указа президента РФ | Дата открытия памятной стелы | Примечание |
| -- | ------------------------ | ------------------------ | ------------------------- | ---------------------------- | ---------- |
| 1  | Белгород                 | 27 апреля 2007           | № 558                     | 10 июля 2013                 | [ 17 ]     |
| 2  | Курск                    | 27 апреля 2007           | № 559                     | 22 апреля 2010               | [ 18 ]     |
| 3  | Орёл                     | 27 апреля 2007           | № 560                     | 8 мая 2010                   | [ 19 ]     |
| 4  | Владикавказ              | 8 октября 2007           | № 1343                    | 30 октября 2009              | [ 20 ]     |
| 5  | Малгобек                 | 8 октября 2007           | № 1344                    | 9 мая 2010                   | [ 21 ]     |
| 6  | Ржев                     | 8 октября 2007           | № 1345                    | 8 мая 2010                   | [ 22 ]     |
| 7  | Ельня                    | 8 октября 2007           | № 1346                    | 30 августа 2010              | [ 23 ]     |
| 8  | Елец                     | 8 октября 2007           | № 1347                    | 7 мая 2010                   | [ 24 ]     |
| 9  | Воронеж                  | 16 февраля 2008          | № 206                     | 6 мая 2010                   | [ 25 ]     |
| 10 | Луга                     | 5 мая 2008               | № 554                     | 9 мая 2010                   | [ 26 ]     |
| 11 | Полярный                 | 5 мая 2008               | № 555                     | 17 октября 2010              | [ 27 ]     |
| 12 | Ростов-на-Дону           | 5 мая 2008               | № 556                     | 6 мая 2010                   | [ 28 ]     |
| 13 | Туапсе                   | 5 мая 2008               | № 557                     | 8 мая 2012                   | [ 29 ]     |
| 14 | Великие Луки             | 28 октября 2008          | № 1532                    | 17 июля 2010                 | [ 30 ]     |
| 15 | Великий Новгород         | 28 октября 2008          | № 1533                    | 8 мая 2010                   | [ 31 ]     |
| 16 | Дмитров                  | 28 октября 2008          | № 1534                    | 4 сентября 2009              | [ 32 ]     |
| 17 | Вязьма                   | 27 апреля 2009           | № 461                     | 12 июня 2011                 | [ 33 ]     |
| 18 | Кронштадт                | 27 апреля 2009           | № 462                     | 6 мая 2015                   | [ 34 ]     |
| 19 | Наро-Фоминск             | 27 апреля 2009           | № 463                     | 8 мая 2010                   | [ 35 ]     |
| 20 | Псков                    | 5 декабря 2009           | № 1387                    | 22 июля 2010                 | [ 36 ]     |
| 21 | Козельск                 | 5 декабря 2009           | № 1388                    | 15 июля 2010                 | [ 37 ]     |
| 22 | Архангельск              | 5 декабря 2009           | № 1389                    | 31 августа 2011              | [ 38 ]     |
| 23 | Волоколамск              | 25 марта 2010            | № 338                     | 20 декабря 2014              | [ 39 ]     |
| 24 | Брянск                   | 25 марта 2010            | № 339                     | 28 июня 2010                 | [ 40 ]     |
| 25 | Нальчик                  | 25 марта 2010            | № 340                     | 8 мая 2015                   | [ 41 ]     |
| 26 | Выборг                   | 25 марта 2010            | № 341                     | 9 мая 2011                   | [ 42 ]     |
| 27 | Калач-на-Дону            | 25 марта 2010            | № 342                     | 19 ноября 2017               | [ 43 ]     |
| 28 | Владивосток              | 4 ноября 2010            | № 1333                    | 2 сентября 2012              | [ 44 ]     |
| 29 | Тихвин                   | 4 ноября 2010            | № 1334                    | 9 декабря 2011               | [ 45 ]     |
| 30 | Тверь                    | 4 ноября 2010            | № 1335                    | 16 декабря 2011              | [ 46 ]     |
| 31 | Анапа                    | 5 мая 2011               | № 586                     | 8 мая 2013                   | [ 47 ]     |
| 32 | Колпино                  | 5 мая 2011               | № 587                     | 7 мая 2015                   | [ 48 ]     |
| 33 | Старый Оскол             | 5 мая 2011               | № 588                     | 10 сентября 2011             | [ 49 ]     |
| 34 | Ковров                   | 3 ноября 2011            | № 1456                    | 8 мая 2014                   | [ 50 ]     |
| 35 | Ломоносов                | 3 ноября 2011            | № 1457                    | 8 мая 2015                   | [ 51 ]     |
| 36 | Петропавловск-Камчатский | 3 ноября 2011            | № 1458                    | 12 сентября 2015             | [ 52 ]     |
| 37 | Таганрог                 | 3 ноября 2011            | № 1459                    | 8 мая 2015                   | [ 53 ]     |
| 38 | Малоярославец            | 7 мая 2012               | № 608                     | 9 мая 2023                   | [ 54 ]     |
| 39 | Можайск                  | 7 мая 2012               | № 609                     | 20 января 2015               | [ 55 ]     |
| 40 | Хабаровск                | 3 ноября 2012            | № 1468                    | 29 августа 2015              | [ 56 ]     |
| 41 | Старая Русса             | 6 апреля 2015            | № 175                     | 4 ноября 2018                | [ 58 ]     |
| 42 | Грозный                  | 6 апреля 2015            | № 176                     | 9 мая 2015                   | [ 58 ]     |
| 43 | Гатчина                  | 6 апреля 2015            | № 177                     | 10 сентября 2016             | [ 58 ]     |
| 44 | Петрозаводск             | 6 апреля 2015            | № 178                     | 30 сентября 2020             | [ 58 ]     |
| 45 | Феодосия                 | 6 апреля 2015            | № 179                     | 5 мая 2025                   | [ 58 ]     |
| 46 | Мариуполь                | 15 ноября 2022           | № 827                     | 2 мая 2025                   | [ 14 ]     |
| 47 | Мелитополь               | 15 ноября 2022           | № 828                     | 23 октября 2023              | [ 15 ]     |

## Стелы городов воинской славы
Архитектурно-скульптурное решение памятной стелы «Город воинской славы» утверждено Российским Организационным Комитетом «Победа» по результатам открытого всероссийского конкурса. Авторы типовой рекомендованной композиции — заслуженный архитектор России И. Н. Воскресенский, Г. А. Ишкильдина, В. В. Перфильев, заслуженный художник России С. А. Щербаков.
Памятная стела представляет собой колонну дорического ордера, увенчанную гербом Российской Федерации установленную на постаменте в центре квадратной площади. На передней части постамента расположен картуш с текстом указа Президента о присвоении звания «Город воинской славы», с обратной стороны постамента — картуш с изображением герба города. По углам площади устанавливаются скульптурные барельефы с изображением событий, в связи с которыми городу присвоено почётное звание Российской Федерации «Город воинской славы». С учётом местных особенностей на основе общего проекта разработано и реализовано несколько вариантов памятника, в том числе с размещением барельефов по сторонам дополнительного постамента, а также с основанием стелы, выложенным гранитными массивами.
- Стела «Город воинской славы» (Архангельск)
- Стела «Город воинской славы» (Анапа)
- Стела «Город воинской славы» (Белгород)
- Стела «Город воинской славы» (Брянск)
- Стела «Город воинской славы» (Великие Луки)
- Стела «Город воинской славы» (Великий Новгород)
- Стела «Город воинской славы» (Владивосток)
- Стела «Город воинской славы» (Владикавказ)
- Стела «Город воинской славы» (Волоколамск)
- Стела «Город воинской славы» (Воронеж)
- Стела «Город воинской славы» (Выборг)
- Стела «Город воинской славы» (Вязьма)
- Стела «Город воинской славы» (Гатчина)
- Стела «Город воинской славы» (Грозный)
- Стела «Город воинской славы» (Дмитров)
- Стела «Город воинской славы» (Елец)
- Стела «Город воинской славы» (Ельня)
- Стела «Город воинской славы» (Калач-на-Дону)
- Стела «Город воинской славы» (Ковров)
- Стела «Город воинской славы» (Козельск)
- Стела «Город воинской славы» (Колпино)
- Стела «Город воинской славы» (Кронштадт)
- Стела «Город воинской славы» (Курск)
- Стела «Город воинской славы» (Ломоносов)
- Стела «Город воинской славы» (Луга)
- Стела «Город воинской славы» (Малгобек)
- Стела «Город воинской славы» (Малоярославец)
- Стела «Город воинской славы» (Мариуполь)
- Стела «Город воинской славы» (Мелитополь)
- Стела «Город воинской славы» (Можайск)
- Стела «Город воинской славы» (Нальчик)
- Стела «Город воинской славы» (Наро-Фоминск)
- Стела «Город воинской славы» (Орёл)
- Стела «Город воинской славы» (Петрозаводск)
- Стела «Город воинской славы» (Петропавловск-Камчатский)
- Стела «Город воинской славы» (Полярный)
- Стела «Город воинской славы» (Псков)
- Стела «Город воинской славы» (Ржев)
- Стела «Город воинской славы» (Ростов-на-Дону)
- Стела «Город воинской славы» (Старая Русса)
- Стела «Город воинской славы» (Старый Оскол)
- Стела «Город воинской славы» (Таганрог)
- Стела «Город воинской славы» (Тверь)
- Стела «Город воинской славы» (Тихвин)
- Стела «Город воинской славы» (Туапсе)
- Стела «Город воинской славы» (Феодосия)
- Стела «Город воинской славы» (Хабаровск)

Первая в России памятная стела «Город воинской славы» была торжественно открыта 4 сентября 2009 года в городе Дмитрове Московской области. Впоследствии наименьший срок между изданием указа о присвоении городу звания и возведением стелы отмечен в Грозном (месяц), а наибольший — в Малоярославце (10 лет, причём к строительству приступили только после вмешательства прокуратуры). В Феодосии выбрано место для установки стелы, однако конкретных сроков установки мемориала по состоянию на 2021 год не обозначено.
В 2010 году был открыт после реставрации мемориальный архитектурный ансамбль «Могила Неизвестного Солдата» в Александровском саду у Московского Кремля. В составе мемориального комплекса появилась стела, содержащая наименования всех городов воинской славы России.
5 декабря 2016 года в парке Победы на Поклонной горе в Москве сооружён мемориальный комплекс, посвящённый всем городам воинской славы России. Гранитная стела включает 16-метровую колонну и плиты с гербами городов воинской славы. Открытие памятника приурочено к 75-й годовщине контрнаступления под Москвой.

## Мечи Победы
9 июня 2022 года в зале Славы Музея Победы на Поклонной горе прошла церемония вручения представителям всех городов воинской славы Мечей Победы. Изготовленные в Златоусте мечи покрыты золотом 999,9 пробы и инкрустированы уральскими самоцветами — гранатами, символизирующими пролитую кровь, и голубыми топазами, которые считаются символом мира. Длина мечей составляет 1,2 метра, вес — более пяти килограммов. На клинке, украшенном растительным орнаментом, высечены знаменитые слова князя Александра Невского: «Кто с мечом к нам придёт, тот от меча и погибнет». Ранее, в апреле 2015 года, аналогичные Мечи Победы были переданы на вечное хранение городам-героям.
Два обнажённых скрещённых меча с серебряными клинками и золотыми рукоятями изображаются на гербе города воинской славы, располагаясь под городской короной. Скрещённые мечи могут также использоваться и как отдельный венец — то есть без накрывающей их короны..

## Серия почтовых марок «Города воинской славы»
В период с 2009 по 2024 год Почта России выпустила в обращение серию почтовых марок «Города воинской славы».

Первые марки многолетней серии были выпущены в 2009 году в блоке из пяти марок и одного купона и посвящались городам: Белгород, Курск, Орёл, Полярный, Ржев. Второй выпуск 2010 года также выходил в форме блока из пяти марок и одного купона и был посвящён городам Малгобек, Елец, Ельня, Воронеж, Луга. Выпуск 2011 года выходил уже в форме блока из шести марок с символикой городов: Владикавказ, Ростов-на-Дону,Туапсе, Великие Луки, Великий Новгород, Выборг. Выпуск 2012 года посвящён городам: Дмитров, Вязьма, Кронштадт, Наро-Фоминск, Тверь, Псков. На марках 2013 года изображены символы городов: Архангельск, Брянск, Волоколамск, Калач-на-Дону, Козельск, Нальчик. Выпуск 2014 года вышел в форме блока из шести марок с символикой городов: Анапа, Владивосток, Ковров, Колпино, Старый Оскол, Тихвин. В 2015 году в обращение вышел блок из шести марок, посвященных городам: Ломоносов, Малоярославец, Можайск, Петропавловск-Камчатский, Таганрог, Хабаровск. В 2016 году серия продолжилась блоком из пяти марок и одного купона, посвящённых городам: Гатчина, Грозный, Петрозаводск, Старая Русса и Феодосия.
- Почтовый блок 2009 год
- Почтовый блок 2011 год
- Почтовый блок 2014 год
- Почтовый блок 2015 год
- Почтовый блок 2016 год
- Почтовый блок 2024 год

## Серия монет «Города воинской славы»
В 2011 году Банк России начал выпуск серии монет «Города воинской славы». Монеты изготовлены из стали с латунным гальваническим покрытием.
В 2011 году выпущено 8 монет данной серии (Белгород, Курск, Орёл, Владикавказ, Малгобек, Ржев, Елец, Ельня).
В 2012 году выпущено 8 монет данной серии (Воронеж, Луга, Полярный, Ростов-на-Дону, Туапсе, Великие Луки, Великий Новгород, Дмитров).
В 2013 году выпущено 8 монет (Вязьма, Кронштадт, Наро-Фоминск, Псков, Козельск, Архангельск, Волоколамск, Брянск).
В 2014 году выпущено 8 монет (Нальчик, Выборг, Старый Оскол, Владивосток, Тихвин, Тверь, Анапа, Колпино).
В 2015 году выпущено 9 монет (Грозный, Калач-на-Дону, Ковров, Ломоносов, Таганрог, Петропавловск-Камчатский, Малоярославец, Можайск, Хабаровск. В 2016 году выпущены монеты, посвящённые Старой Руссе, Петрозаводску, Гатчине, Феодосии. Монеты, посвящённые Мариуполю и Мелитополю, не выпускались.
- 10 рублей Белгород
- 10 рублей Курск
- 10 рублей Орёл
- 10 рублей Владикавказ
- 10 рублей Малгобек
- 10 рублей Ржев
- 10 рублей Елец
- 10 рублей Ельня
- 10 рублей Воронеж
- 10 рублей Луга
- 10 рублей Полярный
- 10 рублей Ростов-на-Дону
- 10 рублей Туапсе
- 10 рублей Великие Луки
- 10 рублей Великий Новгород
- 10 рублей Дмитров
- 10 рублей Вязьма
- 10 рублей Кронштадт
- 10 рублей Наро-Фоминск
- 10 рублей Псков
- 10 рублей Козельск
- 10 рублей Архангельск
- 10 рублей Волоколамск
- 10 рублей Брянск
- 10 рублей Нальчик
- 10 рублей Выборг
- 10 рублей Старый Оскол
- 10 рублей Владивосток
- 10 рублей Тихвин
- 10 рублей Тверь
- 10 рублей Анапа
- 10 рублей Колпино
- 10 рублей Грозный
- 10 рублей Калач-на-Дону
- 10 рублей Ковров
- 10 рублей Ломоносов
- 10 рублей Хабаровск
- 10 рублей Таганрог
- 10 рублей Петропавловск-Камчатский
- 10 рублей Малоярославец
- 10 рублей Можайск
- 10 рублей Старая Русса
- 10 рублей Петрозаводск
- 10 рублей Гатчина
- 10 рублей Феодосия

## Региональные (общественные) награды в честь городов воинской славы
- Город воинской славы — Брянск
- Город воинской славы — Великие Луки
- Город воинской славы — Великий Новгород
- Город воинской славы — Владивосток
- Город воинской славы — Владикавказ
- Город воинской славы — Воронеж
- Город воинской славы — Гатчина
- Город воинской славы — Елец
- Город воинской славы — Елец
- Город воинской славы — Ковров
- Город воинской славы — Колпино
- Город воинской славы — Кронштадт
- Город воинской славы — Ломоносов
- Город воинской славы — Луга
- Город воинской славы — Старый Оскол

### Комментарии
1. ↑  Желтым выделены оккупированные города Украины, аннексия которых в 2014 и 2022 годах в ходе Российско-украинской войны не получила международного признания. См. Аннексия Крыма Российской Федерацией и Аннексия оккупированных территорий Украины (2022)
2. ↑  См. Аннексия Крыма Российской Федерацией и Аннексия оккупированных территорий Украины (2022)
3. ↑  На территории Крыма, аннексия которого Россией не получила международного признания